# Grégoire (motoryzacja)
Grégoire – francuskie przedsiębiorstwo produkujące samochody, założone po II wojnie światowej przez Jeana-Alberta Grégoire`a.
Jean-Albert Grégoire był inżynierem, który specjalizował się w montowaniu protypów samochodów, współpracując z różnymi firmami francuskimi. Przed II wojną światową kierował firmą SA des Automobiles Tracta. W 1947 roku wypuścił na rynek model Grégoire R, który potem został przejęty przez koncern Hotchkiss jako Hotchkiss-Grégoire. W latach 1956–1962 montował model Grégoire Sport. Potem wytwarzał samochód dostawczy Grégoire Charbonneaux. Produkcję swoich oryginalnych konstrukcji zakończył w 1972 roku. 

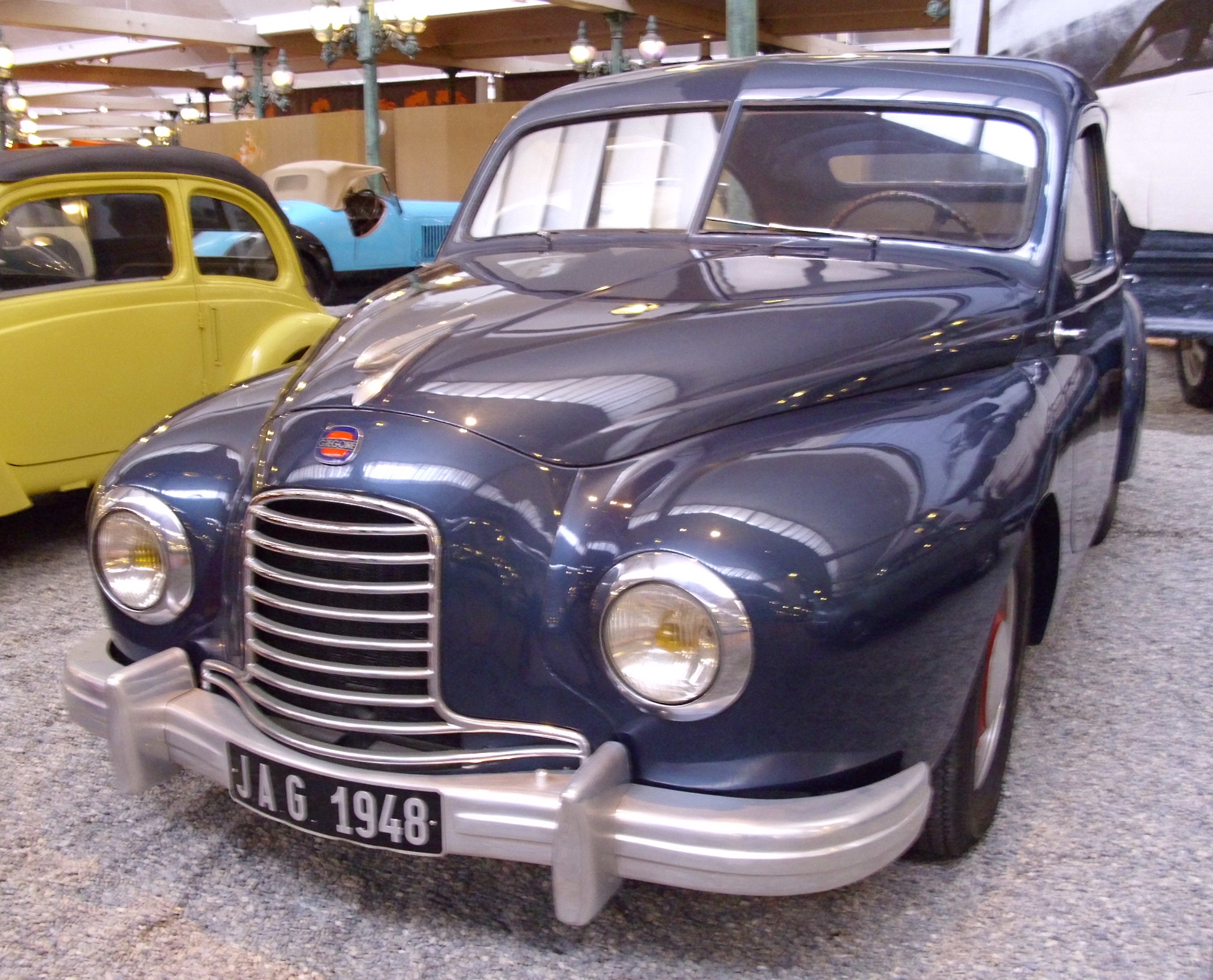
Grégoire R
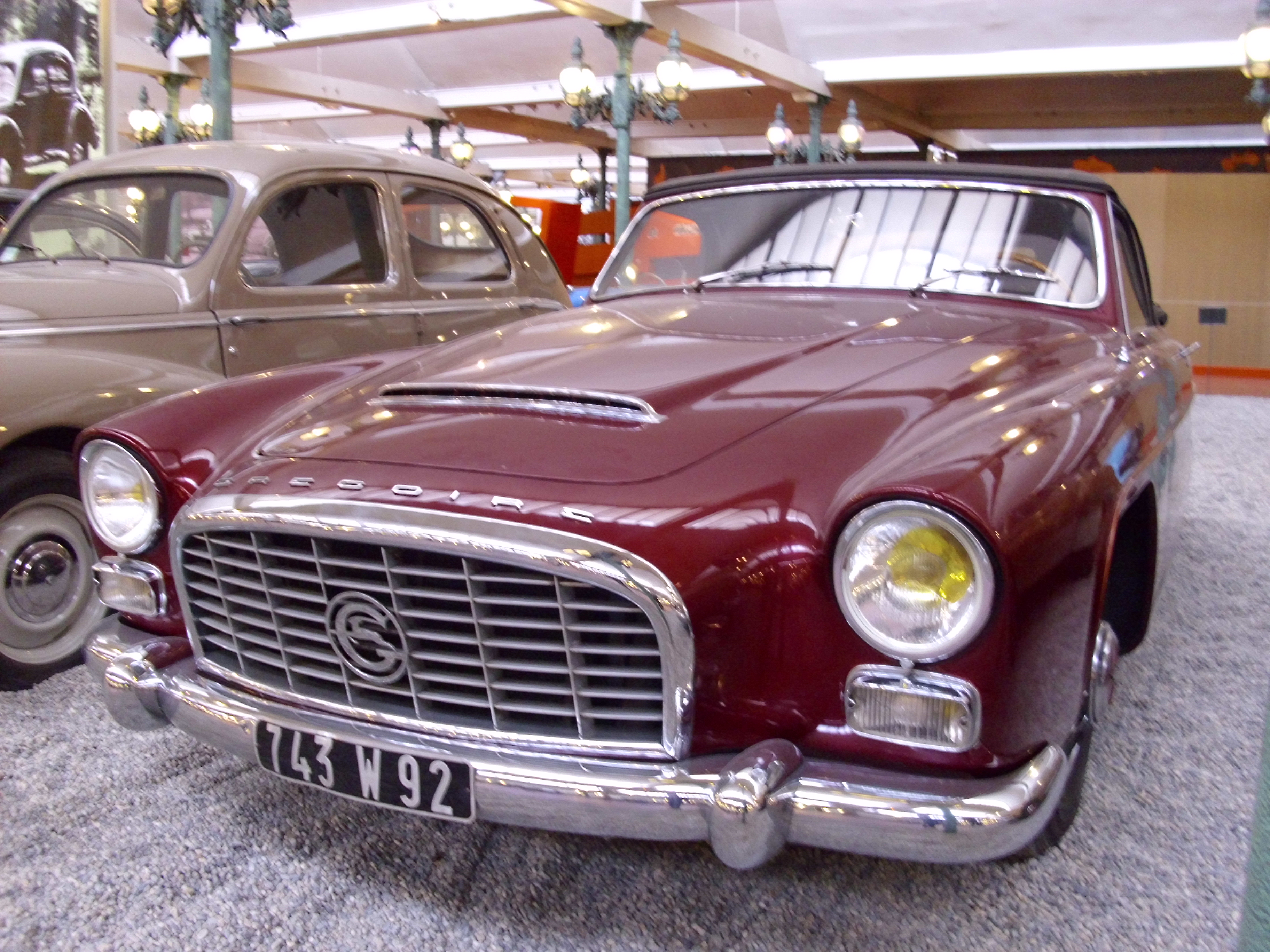
Grégoire Sport
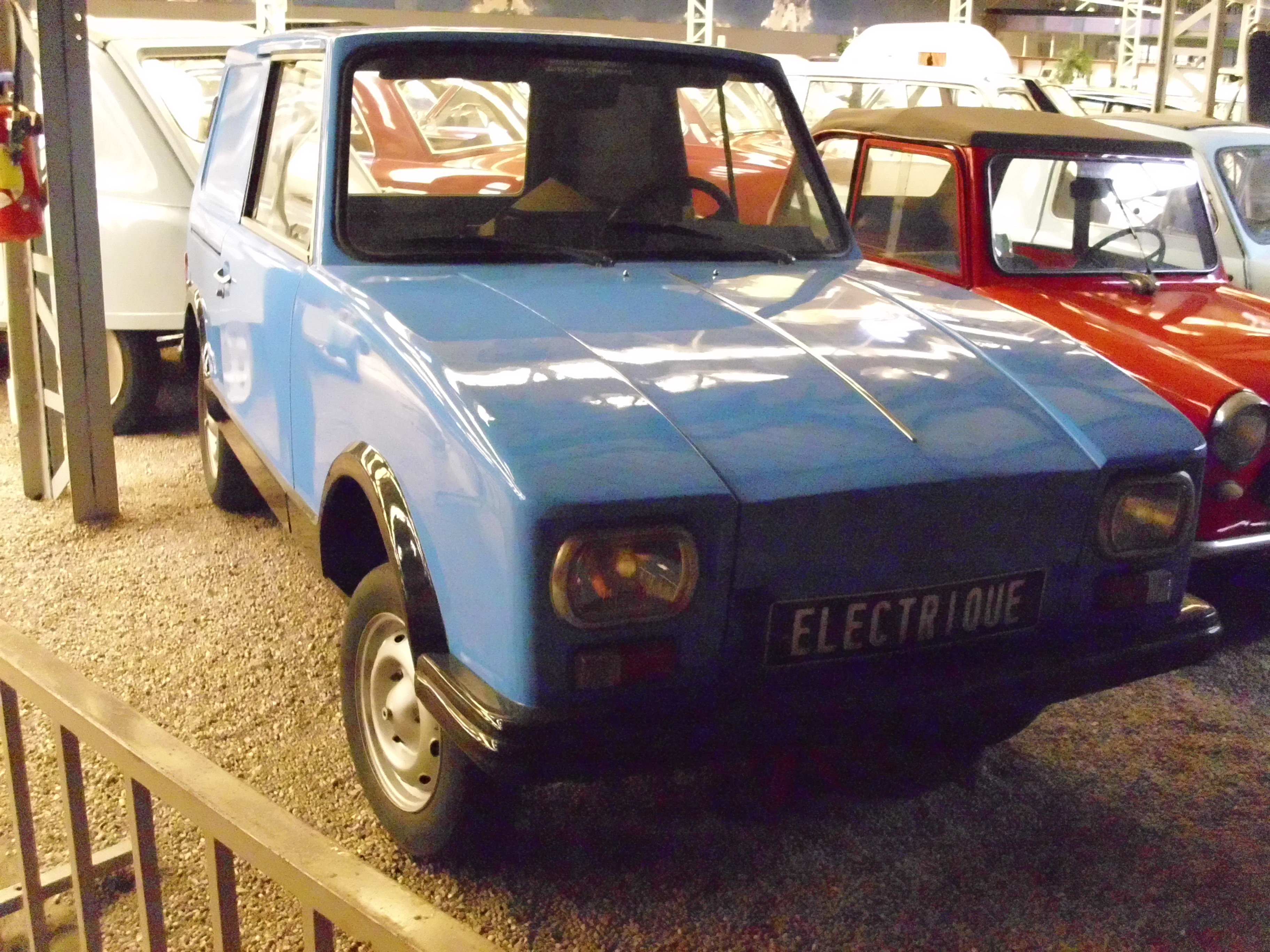
Grégoire Charbonneaux